# Arunas Rudvalis
Arunas Rudvalis (* 8. Juni 1945 in Bayern) ist ein US-amerikanischer Mathematiker, der sich mit endlichen Gruppen und ihren Darstellungen, endlichen Geometrien und Kodierungstheorie beschäftigt.
Nach seinem Bachelorabschluss am Harvey Mudd College 1965 war er Ingenieur in der Kerntechnik Abteilung von General Dynamics. Rudvalis machte 1967 seinen Masterabschluss am Dartmouth College, wo er 1969 bei Ernst Snapper promoviert wurde (Geometric Permutations Representations of Finite Symplectic, Orthogonal, and Unitary Groups) und Visiting Assistant Professor für Mathematik war. 1970 bis 1972 war er Assistant Professor an der University of Michigan und ab 1972 Assistant Professor und ab 1975 Associate Professor an der University of Massachusetts at Amherst. Nach ihm ist eine Sporadische Gruppe benannt, die er vorhersagte. Konstruiert wurde sie von John Horton Conway und David Wales.